# Килер Фарм (Њу Мексико)
Килер Фарм (енгл. Keeler Farm) насељено је место без административног статуса у америчкој савезној држави Њу Мексико.

## Демографија
По попису из 2010. године број становника је 1.305.
| Група             | 2000.    | 2010.       |
| Белци             | 0 (0,0%) | 528 (40,5%) |
| Афроамериканци    | 0 (0,0%) | 9 (0,7%)    |
| Азијати           | 0 (0,0%) | 0 (0,0%)    |
| Хиспаноамериканци | 0 (0,0%) | 741 (56,8%) |
| Укупно            | 0        | 1.305       |